# 豊栄交通 (広島県)
有限会社豊栄交通（とよさかこうつう）は、広島県東広島市に本社を置くバス・タクシー事業者である。広島県バス協会会員。

## 概要
1966年にタクシー事業者として創業。「豊交タクシー」のブランドでタクシー事業を行うほか、1973年より貸切バス事業を開始。1980年代より豊栄町（当時）のスクールバスや福祉バスの運行を受託する。
2000年にはバス事業の規制緩和を受けて大型貸切車を導入。2006年の道路運送法改正で貸切免許による路線バス運行が原則としてできなくなったことから、2008年に乗合バス免許を取得。東広島市のコミュニティバスの運行を受託している。

### 本社・営業所
- 本社：広島県東広島市豊栄町清武20-4
- 西条営業所：広島県東広島市西条町下三永223-1

## 沿革
- 1966年（昭和41年）6月：一般乗用旅客自動車運送事業の認可を取得、有限会社芸陽タクシーとして設立。
- 1973年（昭和48年）3月：一般貸切旅客自動車運送事業の認可を取得、貸切バス事業を開始。
- 1979年（昭和54年）7月：有限会社芸陽交通へ社名変更。
- 1982年（昭和57年）3月：豊栄町（当時）のスクールバス運行受託を開始。
- 1986年（昭和61年）12月：有限会社豊栄交通へ社名変更。
- 1987年（昭和62年）9月：豊栄町の福祉バスとして「豊栄そよかぜ号」が運行開始、運行を受託する[1]。
- 1988年（昭和63年）5月：旅行業を開始。
- 2000年（平成12年）6月：バス事業の規制緩和を受け、大型貸切バスを導入する。
- 2008年（平成20年）1月：一般乗合旅客自動車運送事業の認可を取得、乗合バス事業を開始。
- 2009年（平成21年）2月：「豊栄そよかぜ号」をコミュニティバス（乗合バス）へ転換して運行開始、運行を受託する[1]。
- 2019年（令和元年）5月1日：「あゆピチふれあい号」の運行受託を開始（芸陽バスから移管）。
- 2020年（令和2年）9月：会社公式ウェブサイトを公開。
- 2021年（令和3年）12月：日本バス協会の「貸切バス安全性評価認定制度」で二ツ星の認定を受ける。

## コミュニティバス
東広島市のコミュニティバスを運行受託している。

### 豊栄そよかぜ号
東広島市豊栄地区で運行される。

### あゆピチふれあい号
東広島市河内地区で運行される。正式名称は、河内町地域公共交通「あゆピチふれあい号」。2010年（平成22年）11月運行開始。車両は豊栄交通が保有する小型バスの日野・リエッセ（定員29人）が使用される。
2019年5月1日より運行受託事業者が変更され、芸陽バスから移管された。

#### 路線
- 河内駅 - 十二の組 - 西宇山高橋 - 出合宮 - 瀬谷 - 河内駅（火曜・金曜のみ運行）
- 河内駅 - 十二の組 - 西宇山高橋（月曜 - 金曜のみ運行、ただし月曜・水曜・木曜が休日の場合は運休、学休日は火曜・金曜のみ運行）
- 河内駅 → 十二の組 → 西宇山高橋 → 出合宮 → 上戸野（月曜 - 金曜のみ運行、ただし月曜・水曜・木曜が休日の場合は運休、学休日は火曜・金曜のみ運行）
- 上戸野 → 出合宮 → 瀬谷 → 河内駅（火曜・金曜のみ運行）